# Stasera Lino
Stasera Lino è stato un programma televisivo di Rai 1, trasmesso dal 14 gennaio 1989 il sabato sera alle 20:40 per sei settimane.

## Il programma
Il varietà, condotto da Lino Banfi ed Heather Parisi, abbinato alla lotteria di Viareggio, vede la coppia di intrattenitori "sfidarsi" ironicamente in una contrapposizione tra l'avanspettacolo ed il musical di Broadway.
In diretta dal Teatro delle Vittorie, l'attore propone al pubblico uno spettacolo tradizionale ispirato al Lido, coadiuvato da sei Blue Belles e dalle due soubrette Nathalie Caldonazzo e Fiorella Quaranta. La Parisi invece propone uno spettacolo stile musical, accompagnata da sette ballerini e ospiti internazionali. 
Gli spazi comici sono animati da Caterina Sylos Labini, Pier Maria Cecchini e Alfiero Toppetti.

## Cast tecnico
- Regia: Furio Angiolella
- Autori: Lino Banfi, Stefano Jurgens, Gustavo Verde
- Scenografia: Gaetano Castelli
- Costumi: Corrado Colabucci
- Coreografie: Franco Miseria
- Direzione musicale: Gianfranco Lombardi, Vito Tommaso
- Sigla: Faccia a faccia